# Namgyal Dündul Tsarong
Namgyal Dündul Tsarong, sinds zijn schooltijd in India George Tsarong genoemd (Lhasa, 1920 - Dehradun, 18 juni 2011), was een Tibetaans fotograaf, filmmaker, schrijver en politicus.

## Familie
Tsarong werd geboren als oudste zoon van Tsarong Dasang Dramdül (ook wel bekend als Tsarong Dzasa) en Pema Dolkar. Zijn vader was een van de machtigste politici van Tibet in de eerste helft van de 20e eeuw.
Hij en zijn vrouw Yangchen Dolkar Tsarong kregen vijf kinderen: Jigme Tsarong, Namgyal Lhamo Taklha, Norzin Shakabpa, Drikung Chetsang Rinpoche en Tseten Paljor Tsarong.
Zowel zijn zoon Jigme Tsarong als zijn kleinzoon Tenzin Thuthob Tsarong speelden mee in de film Kundun van Martin Scorsese uit 1997, waarbij zijn kleinzoon de rol van volwassen veertiende dalai lama vertolkte.

## Biografie

### In Tibet

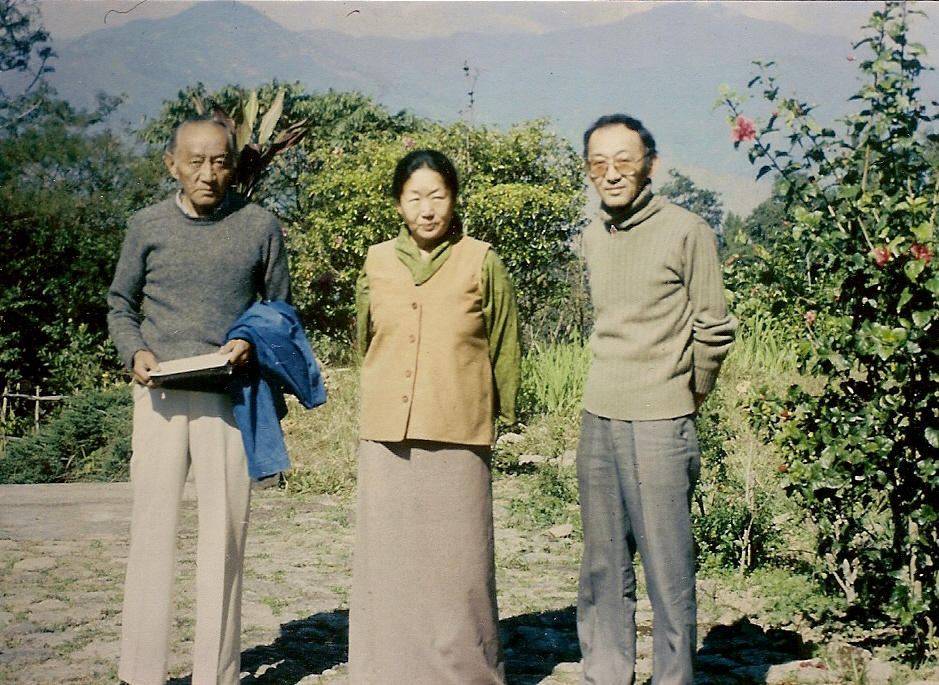
George Tsarong, Yangchen Dolkar en Jigme Tsarong in 1986

Van 1935 tot 1940 kreeg hij les van Jezuïeten op het St Joseph's College in Darjeeling in de Indiase staat West-Bengalen. Daarna keerde hij terug naar Tibet voor een baan voor de regering van historisch Tibet.

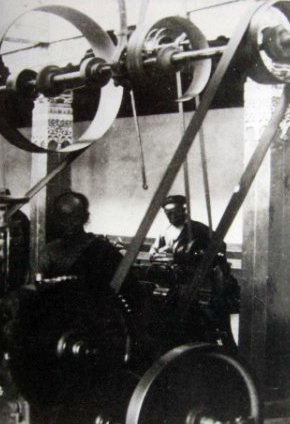
Waterkrachtcentrale Trabshi Lekhung, 1933

Vanaf 1944 werkte hij in het Britse gezantschap mee aan het opzetten van een netwerk van draadloze telegrafie en aan een naar Tibetaanse begrippen hypermoderne waterkrachtcentrale aan de rivier Kyichu. Tsarong stond aan het begin van bouw van de waterkrachtcentrale in de vallei van Dodé dicht bij Lhasa.
Hij was een Yaso-generaal (Yaso Chikyab) en daarmee commandant voor 500 troepen in traditionele Mongoolse legerkleding.

### In India
In 1957 vertrok hij uit Tibet en vestigde hij zich in de grensplaats Kalimpong aan de voet van de Himalaya in India.
Na de opstand in Tibet van 1959 met daarop volgend de Tibetaanse diaspora ging hij aan de slag als secretaris voor de Tibetaanse regering in ballingschap onder de toenmalige minister van financiën Wangchug Deden Shakabpa. Daarnaast nam hij vluchtelingenwerk op voor de Central Relief Committee for Tibetan Refugees in New Delhi die was gesticht door de regering van India.

## Fotograaf en schrijver
Ondertussen ontwikkelde hij zijn passie van de fotografie als een van de eerste fotografen van Tibet en legde hij het oude Tibet vast op de plaat. Ook maakte hij enkele films over Tibet die nog door Heinrich Harrer werden beschreven in zijn boek Zeven jaar in Tibet.
In zijn nadagen werkte hij in Kalimpong en Dehradun aan verschillende werken over Tibet. Hij vervatte een biografisch werk over zijn vader Tsarong Dzasa. Ook bracht hij een werk uit met foto's en commentaren over Tibet.